# Santa María (Bulacán)
Santa María (en filipino Bayan ng Santa María y en inglés Municipality of Santa María) es uno de los pueblos que componen la provincia de Bulacán en Filipinas.

## Geografía
El pueblo tiene un superficie de 90,92 kilómetros cuadrados. El pueblo está situada 32 kilómetros al norte de Manila. 
Según el censo de 2000, su población es de 144 282 habitantes en 29 886 casas.

### Clima
Santa María tiene una clima tropical.Su temperatura media es de 27,7 grados Celsius. El mes más frío es enero, cuya temperatura media es de 25,2 grados Celsius. Mayo es el mes más caluroso, con una temperatura media de 29,9 grados Celsius.
La humedad relativa media es del 77%.

## Economía
Una gran parte de la población se dedica a la agricultura y fabricación. Produce arroz, maíz, ropa, chicaron, productos de carne y pirotecnia.

## Educación
Santa María tiene una universidad, una extensión del campus de la Universidad Politécnica de Filipinas (Polytechnic University of the Philippines) en barrio Pulong Buhangin, y cuatro colegios: Fortunato F. Halili National Agricultural School (en barrio Guyong); STI College-Sta. Maria (en Población); ACSAT College (en Población); y St. Joseph College of Bulacan (en barrio San Jose Patag).
También, hay cuatro escuelas secundaria nacional en el pueblo: Pulong Buhangin National High School; Parada High School; Fortunato F. Halili National Agricultural School; y Santa Maria Agro-Industrial High School

## Barrios
El pueblo tiene 24 barrios (filipino: barangay), de los cuales Pulong Buhangin es más grande:
| - Bagbaguin - Balasing - Buenavista - Bulac - Camangyanan - Catmon - Cay Pombo - Caysio - Guyong - Lalakhan - Mag-asawang Sapa - Mahabang Parang | - Manggahan - Parada - Población - Pulong Buhangin - San Gabriel - San Jose Patag - San Vicente - Santa Clara - Santa Cruz - Silangan - Tabing Bakod (Sto. Tomas) - Tumana |